# Zygogonium ericetorum var. terrestre
Zygogonium ericetorum var. terrestre é uma variedade de alga pertencente à família Zygnemataceae.
A autoridade científica da espécie é Kirchner, tendo sido publicada em Algen. In: Kryptogamen-Flora von Schlesien. Part 1. (Cohn, F. Eds) Vol. 2, pp. i-iv [vii] 1-284. Breslau: J.U. Kern's Verlag, no ano de 1878.
Trata-se de uma espécie de água doce, com registo de ocorrência em Portugal.

## Sinónimos
Possui um sinónimo heterotípico, Zygogonium ericetorum f. terrestre e um sinónimo homotípico, Zygogonium delicatulum.